# Efrén Llarena
Efrén Llarena Sainz Aja (Espinosa de los Monteros, 26 de mayo de 1995) es un piloto de rally español. Fue campeón de Europa de rally en 2022, subcampeón en 2021, campeón de Europa en la categoría ERC3 y ERC3 Júnior en 2019, subcampeón de España en 2022 y campeón de la Beca Júnior R2 en 2018.

## Biografía
Debutó en rallyes en 2013 en pruebas del País Vasco y Cantabria a los mandos de un Renault Clio Sport y participó en su primera prueba del campeonato de España en el rally de Llanes de 2014 con un Suzuki Swift Sport y en Cantabria logró terminar en la octava posición sumando así sus primeras puntos en el nacional. Al año siguiente alterna pruebas con el Suzuki Swift y pruebas de tierra con un Peugeot 206 GTi con resultados modestos. Hace además su primera salida al extranjero participando en el Rally Vidreiro de Portugal y en el Rally du Var, en Francia, con un Peugeot 208 R2 donde abandonó por avería.
En 2016 con Sara Fernández como copiloto participa en la Copa Suzuki Swift donde logra vencer en seis pruebas y alzarse con el título y en la Volant Peugeot de Francia donde suma también una victoria en el rallye du Var. En el campeonato de España vence en la categoría N3 y consigue un octavo puesto en Cantabria como mejor resultado. Al año siguiente repite programa y termina segundo en la Volant Peugeot con una victoria y tres podios y gana la Beca Júnior R2 de la federación española cuyo premio es participar con el Rally Team Spain en el campeonato de Europa.
En 2018 participa en cinco pruebas del campeonato europeo y termina tercero en la categoría ERC3 y en la ERC3 Júnior U27. En España gana la Copa N5 RMC y debuta con el Ford Fiesta R5 en el rally Comunidad de Madrid logrando la cuarta plaza y a menos de un segundo del podio. Al año siguiente continúa con su programa europeo con el Peugeot 208 R2. En Polonia, la cuarta cita del calendario sufre un fuerte accidente en el que da varias vueltas de campana pero tanto él como su copiloto Sara salen ilesos. A pesar de este incidente logran acabar la temporada sumando el primer punto en el campeonato europeo gracias al décimo puesto en el Barum Czech Rally Zlín y consigue dos títulos europeos: el ERC3 y ERC3 Júnior. Cerró la temporada participando en el Rally Comunidad de Madrid aunque sin entrar en la clasificación final ya que lo hace con el Peugeot 208 Rally4, vehículo que debutaba en competición y aún no disponía de homologación.
En 2020 da un salto y participa en el europeo con el Citroën C3 R5 logrando resultados modestos. Es sexto en Roma; octavo en Letonia, abandona en Portugal por avería; vigésimo en Canarias pero consigue su primer podio absoluto en Hungría, donde es tercero. Terminó sexto en la clasificación general del campeonato europeo. Al año siguiente cambia de montura y se hace con un Škoda Fabia Rally2 evo con el que suma buenos resultados. Es sexto en Polonia y Zlín; cuarto en Letonia, Roma y Hungría y suma dos nuevos podios, en Azores y Canarias, logrando así el subcampeonato europeo. En España acude a dos citas del Súper Campeonato, Ferrol donde es segundo y Canarias, donde logra la victoria.

### Campeón de Europa

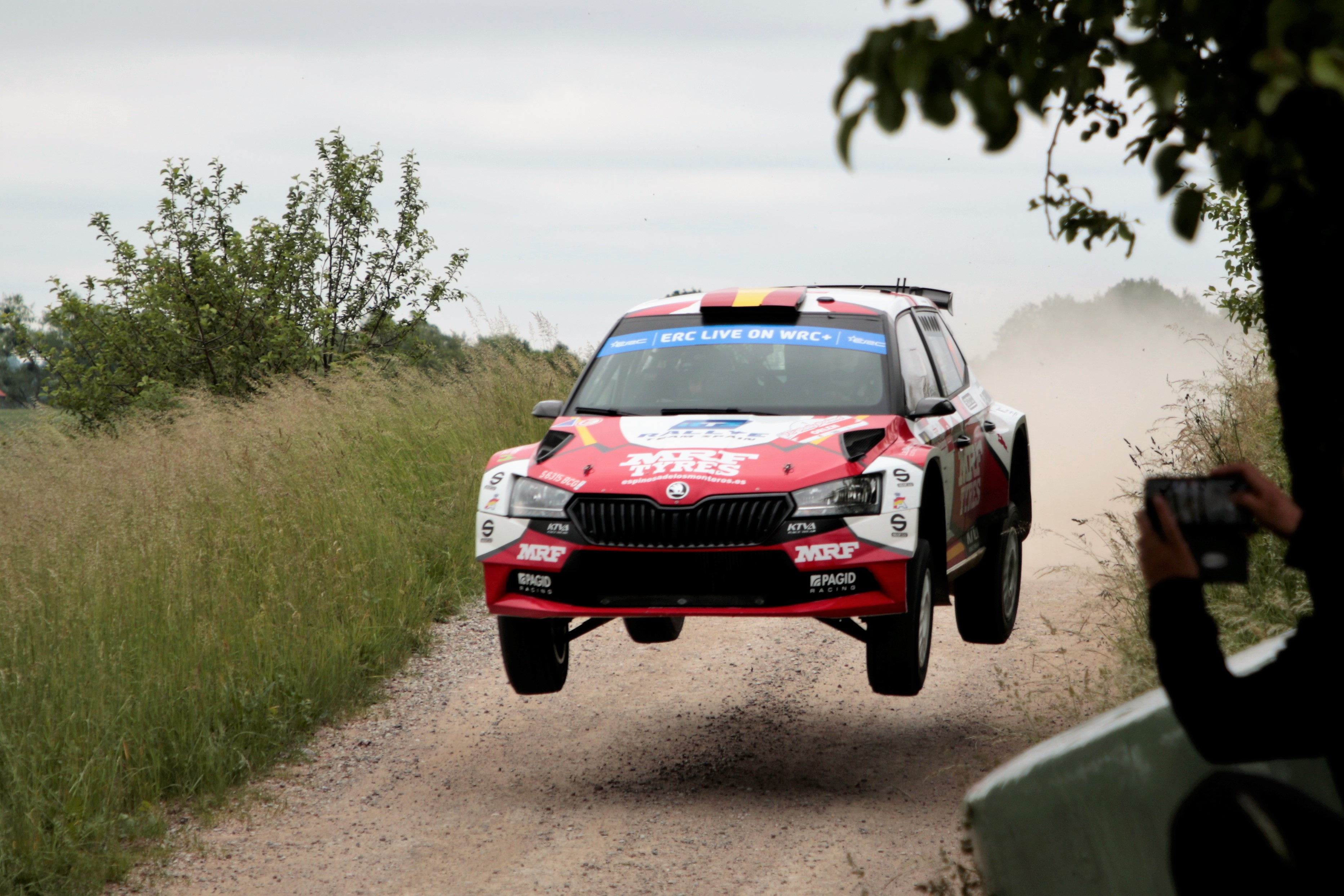
Llarena en el rally de Polonia de 2022, año en el que lograría su primer título europeo.

Al año siguiente participa en el europeo con Team MRF Tyres, marca de neumáticos india. Tras un décimo puesto en el rally Serras de Fafe, en la segunda cita, Azores consigue su primera victoria absoluta en un final de rally muy apretado logrando superar al líder de la prueba en el último tramo y venciendo con solo tres segundos de ventaja sobre Ricardo Moura, segundo clasificado. Cuaja una buena temporada sumando dos podios más en Canarias y Letonia, además de dos cuartos puestos en Polonia y Roma. En la penúltima prueba del año el Barum Czech Rally Zlín, sufre un fuerte accidente en el segundo tramo. Aunque ambos salen por su propio pie del coche, son trasladados al hospital y a Efrén le detectan una lesión en una vértebra. A pesar de esto el título europeo estaba asegurado ya que el segundo clasificado Simone Tempestini había renunciado a tomar la salida lo que les daba automáticamente el título. Sara recibió enseguida el alta médica y Efrén en unos días pudo regresar a su casa para su completa recuperación. Esa misma temporada participó también de manera completa en el Súper Campeonato sumando tres victorias y seis podios e incluso llegó a la penúltima cita con opciones al título. Aunque la victoria y el título fue finalmente para Pepe López, Efrén terminó segundo y en Adeje, la última prueba del año, sumó una nueva victoria consiguiendo así el subcampeonato.
En 2023 acude al europeo con la intención de defender el título continental de nuevo con el apoyo MRF y con una nueva evolución del Škoda pero en su estreno en la primera cita solo pudo ser séptimo. Se sube al podio en Canarias, donde vence en la categoría nacional, y posteriormente acude a Polonia donde finaliza décimo. Tras estos resultados decide cambiar de montura para la prueba letona y recupera el Škoda Fabia Rally2 evo.

## Palmarés
- Campeón de Europa de Rally en 2022 y subcampeón en 2021.
- Subcampeón del Súper Campeonato de España en 2022.
- Campeón del ERC3 y ERC3 Júnior en 2019.
- Campeón Beca Júnior R2 de 2018.

### Resultados campeonato de Europa
| Año  | Equipo                | Automóvil              | 1      | 2       | 3       | 4       | 5      | 6       | 7       | 8     | Posi. | Puntos |
| ---- | --------------------- | ---------------------- | ------ | ------- | ------- | ------- | ------ | ------- | ------- | ----- | ----- | ------ |
| 2018 | Rallye Team Spain     | Peugeot 208 R2         | POR 16 | ESP Ret | GRE     | CYP     | ITA 25 | CZE 57  | POL 14  | LVA   | -     | 0      |
| 2019 | Rallye Team Spain     | Peugeot 208 R2         | POR 13 | ESP 21  | LVA 23  | POL Ret | ITA 20 | CZE 10  |         |       | 49.º  | 1      |
| 2019 | Peugeot Rally Academy | Peugeot 208 R2         |        |         |         |         |        |         | CYP 14  | HUN   | 49.º  | 1      |
| 2020 | Rallye Team Spain     | Citroën C3 R5          | ITA 6  | LVA 8   | POR Ret | HUN 3   | ESP 20 |         |         |       | 6.º   | 50     |
| 2021 | Rallye Team Spain     | Škoda Fabia Rally2 evo | POL 6  | LAT 4   | ITA 4   | ZLI 6   | AZO 3  | FAF Ret | HUN 4   | ESP 2 | 2.º   | 153    |
| 2022 | Team MRF Tyres        | Škoda Fabia Rally2 evo | POR 10 | AZO 1   | ESP 2   | POL 4   | LAT 2  | ITA 4   | CZE Ret | ESP 2 | 1.º   | 166    |
| 2023 | Team MRF Tyres        | Škoda Fabia RS Rally2  | POR 7  | ESP 3   | POL 10  |         |        |         |         |       | 3.º   | 41     |
| 2023 | Team MRF Tyres        | Škoda Fabia Rally2 evo |        |         |         | LAT     | SCA    | ITA     | CZE     | HUN   | 3.º   | 41     |

### Resultados campeonato de España
| Año  | Equipo                  | Automóvil              | 1   | 2      | 3       | 4      | 5      | 6      | 7      | 8      | 9       | 10      | 11    | Posi. | Puntos |
| ---- | ----------------------- | ---------------------- | --- | ------ | ------- | ------ | ------ | ------ | ------ | ------ | ------- | ------- | ----- | ----- | ------ |
| 2014 | C.D. Peñucas            | Suzuki Swift Sport MK5 | CNR | SMO    | RBX     | OUR    | BIE    | FER    | PDA    | LLA 24 | CAN 8   | MAD 25  |       | 44.º  | 17     |
| 2015 | C.D. Peñucas            | Suzuki Swift Sport MK5 | VDA | CNR    | SMO Ret | RBX    | OUR 30 | FER 22 | PDA 23 | LLA 22 |         |         |       | 0     | 0      |
| 2015 | C.D. Peñucas            | Peugeot 208 R2         |     |        |         |        |        |        |        |        | MAD Ret |         |       | 0     | 0      |
| 2016 | Escudería Sardara       | Suzuki Swift Sport MK5 | CNR | ADE    | SMO 19  | FER 29 | CAN 8  | OUR 17 | PDA 20 | LLA 19 | MED 15  |         |       | 21.º  | 34     |
| 2016 | Escudería Sardara       | Peugeot 208 R2         |     |        |         |        |        |        |        |        |         | MAD Ret |       | 21.º  | 34     |
| 2017 | Escudería Éibar         | Peugeot 208 R2         | SMO | CAN    | ADE     | OUR    | FER    | PDA    | LLA 14 | CAN    | MED 14  | MAD 9   |       | 25.º  | 29     |
| 2018 | Rallye Team Spain       | Peugeot 208 R2         | COC | SMO    | CAN Ret | ADE    | OUR    | FER    |        |        |         |         |       | 13.º  | 50     |
| 2018 | Rallye Team Spain       | Ford Fiesta R5         |     |        |         |        |        |        |        |        |         | MED     | MAD 4 | 13.º  | 50     |
| 2018 | Zamudio Racing Elkartea | Peugeot 308 N5         |     |        |         |        |        |        | PDA 7  | LLA 16 | CAN Ret |         |       | 13.º  | 50     |
| 2019 | Rallye Team Spain       | Peugeot 208 R2         | SMO | CAN 15 | ADE     | OUR    | COC    | FER    | PDA    | LLA    | CAN     | MED     | MAD   | NC    | 6      |
| 2020 | Rallye Team Spain       | Citroën C3 R5          | OUR | FER    | PDA 4   | MED    | CAN 9  | MAD    |        |        |         |         |       | 11.º  | 40     |

### S-CER
| Año  | Equipo            | Automóvil              | 1     | 2     | 3       | 4     | 5     | 6     | 7     | 8     | 9   | 10  | 11  | 12    | 13  | Posi. | Puntos |
| ---- | ----------------- | ---------------------- | ----- | ----- | ------- | ----- | ----- | ----- | ----- | ----- | --- | --- | --- | ----- | --- | ----- | ------ |
| 2019 | Blendio           | Peugeot 208 R2         | LOR 6 |       |         |       |       |       |       |       |     |     |     |       |     | NC    | 20     |
| 2019 | Rallye Team Spain | Peugeot 208 R2         |       | CAN 6 | TDA     | OUR   | AST   | PDA   | GRA   | MAD   |     |     |     |       |     | NC    | 20     |
| 2021 | Rallye Team Spain | Škoda Fabia R5         | SMO   | LOR   | ADE     | TDA   | OUR   | FER 2 | PDA   | LLA   | MAD | POZ | MED |       |     | NC    | 68     |
| 2021 | Rallye Team Spain | Škoda Fabia Rally2 evo |       |       |         |       |       |       |       |       |     |     |     | CAN 1 | LEO | NC    | 68     |
| 2022 | Team MRF Tyres    | Škoda Fabia Rally2 evo | LOR 1 | SMO 3 | POZ Ret | OUR 1 | PDA 3 | LLA 4 | NUC 2 | ADE 1 |     |     |     |       |     | 2.º   | 224    |
| 2023 | Team MRF Tyres    | Škoda Fabia RS Rally2  | SMO   | LOR   | CAN 1   | OUR   | PDA   | LLA   | CAT   | MED   | POZ |     |     |       |     | 7.º   | 37     |

## Reconocimientos
El municipio cántabro de Camargo premió en 2023 a Llarena y a Sara Fernández por sus logros en el campeonato europeo.